# Eskibeyrehatun, Çıldır
Eskibeyrehatun là một xã thuộc huyện Çıldır, tỉnh Ardahan, Thổ Nhĩ Kỳ. Dân số thời điểm năm 2010 là 589 người.